# ミゾロギミツキを探して
『ミゾロギミツキを探して』（ミゾロギミツキをさがして）は、2018年製作の日本映画。監督は吉野竜平。映画学校・ニューシネマワークショップ（NCW）の映画俳優向けワークショップで制作された。

## 製作・公開
『あかぼし』（2012年製作・2013年劇場公開）、『スプリング、ハズ、カム』（2015年製作・2017年劇場公開）に次ぐ、吉野竜平監督作の3作目の映画作品。2011年の東日本大震災という深く大きな悲しみを抱かせる出来事から、2020年の東京オリンピックという煌びやかな世界の一大イベントまでの間の9年間に日本がいったいどんな空気感に包まれていたのかを表現するため、2018年4月2日の1日を舞台にして、震災の痛みを抱え続けてきた家族の再生の物語を描いた作品。津波によって更地となったあと公園建設を進める石巻南浜町と、オリンピックのために競技場建設を進める東京・有明近辺の風景が監督の吉野の中で重なり合ったことがきっかけで本作が創られた。
2018年春に開催されたNCWのアクターズワークショップ「吉野竜平監督・映画出演クラス」で制作された。15名の出演者は全員、同ワークショップの参加者である。撮影は2018年4月に準備期間を含めて4日間という短期間で行われた。役者に対して台本は用意されず、イベント上映時には音楽もつけられていなかったドキュメンタリー風の社会派作品。
2018年7月14日から20日にケイズシネマ（新宿）で行われた上映企画「ムビハイ18」(Movies-High 18)で初公開。当作品はアクターズワークショッププログラムとして7月16日・20日の2日間のみ上映された。また、その際には前年の同ワークショップ制作の短編映画も同時上映された。
2019年11月2日より、同じくケイズシネマにて、本作品単独での1週間限定ロードショー。NCWのアクターズワークショップで制作された劇場用長編作品は本作が初である。劇場公開にあたり、監督の吉野自身による再編集が行われ、音楽が新たに作成されたほか、上映時間も60分から71分に伸びている。
2019年10月1日に公式サイトがNCWのサイト上に開設され、予告編トレーラーが公開された。公式サイトには中川龍太郎、本田誠人、渡辺紘文がコメントを寄せている。

## あらすじ
東日本大震災から7年、東京オリンピックまで2年の2018年4月2日が舞台。
東日本大震災の津波に飲み込まれ、未だに見つからない長女・ミツキの手がかりを見つけるために溝呂木家の父と母、次女の風花の3人は石巻から上京する。父と母はTwitterで知り合った男の紹介で女性霊媒師の元を訪ね、風花はミツキの元カレに会いに行く。ミツキの記憶を思い起こしながら、特別な一日を過ごす3人の姿が切り取られる。

## キャスト
- 河合瑠果 - 溝呂木風花[3][4][6]
- 松木大輔 - 溝呂木家の父[13]
- 村田美輪子 - 溝呂木家の母[14]
- 駒澤晴信
- 守屋惠美
- しゅはまはるみ - 女性霊媒師[15]
- 水原睦
- 川島信義
- 横江泰宣
- 鶴田翔 - 英会話スクールの生徒[9]
- 結城和子 - 英会話スクールの生徒[9]
- 香條眞穂
- 山岸佑哉
- 岬ミレホ
- 萌夏

## スタッフ
- 監督・脚本・撮影・編集[2]：吉野竜平[注 2]
- 撮影：仁宮裕
- 録音：横田彰文
- 助監督：羽石龍平、田島基博
- 制作：小川和也
- 音楽：山根美和子[注 1]
- プロデューサー：加藤啓介、今西祐子
- 製作・配給・宣伝：ニューシネマワークショップ